# Satipo (provincie)
Satipo is een provincie in de regio Junín in Peru. De provincie heeft een oppervlakte van 19.219 km² en telt 274.610 inwoners (2015). De hoofdplaats van de provincie is het district Satipo.

## Bestuurlijke indeling
De provincie Satipo is verdeeld in negen districten, UBIGEO tussen haakjes:
- (120602) Coviriali
- (120603) Llaylla
- (120604) Mazamari
- (120605) Pampa Hermosa
- (120606) Pangoa
- (120607) Río Negro
- (120608) Río Tambo
- (120601) Satipo, hoofdplaats van de provincie
- (120609) Vizcatan del Ene

Chanchamayo · Chupaca · Concepción · Huancayo · Jauja · Junín · Satipo · Tarma · Yauli